# Alessandro Borghi

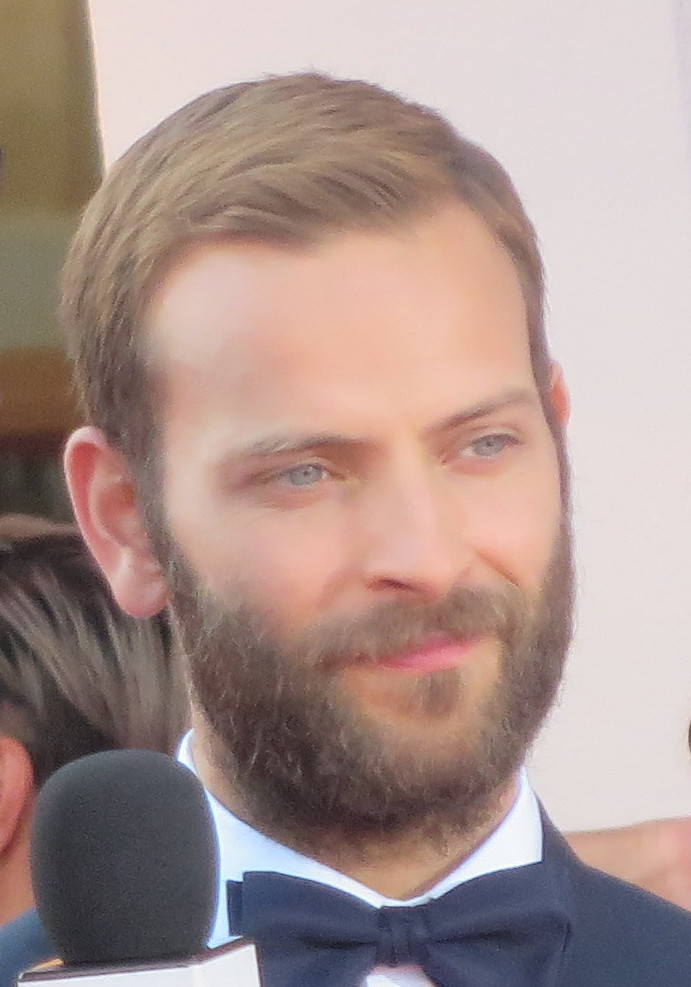
Alessandro Borghi (2017)

Alessandro Borghi (* 19. September 1986 in Rom) ist ein italienischer Filmschauspieler.

## Leben
Der 1986 in Rom geborene Alessandro Borghi erhielt nach ersten Gastauftritten in Serien wie Distretto di polizia, Io e mamma, R.I.S. – Delitti imperfetti oder Don Matteo in dem Historiendrama Augustinus von Christian Duguay, das im Januar 2010 in Italien veröffentlicht wurde, seine erste Filmrolle und spielte den römischen Feldherren Marcus Furius Camillus. Von 2012 an war er in insgesamt acht Folgen der Fernsehserie L’isola zu sehen, ab 2013 in ebenfalls acht Folgen von Che Dio ci aiuti.
In dem Kriminalfilm Tu nichts Böses von Claudio Caligari aus dem Jahr 2015 spielte Borghi an der Seite von Luca Marinelli. Im gleichen Jahr war er in dem Mafiafilm Suburra von Stefano Sollima in einer größeren Rolle zu sehen. Im Sommer 2017 kam Dalida von Lisa Azuelos in die Kinos, in dem er in einer größeren Rolle als der italienische Cantautore Luigi Tenco zu sehen war. In diesem Jahr wurde er bei der Berlinale als einer der European Shooting Stars ausgezeichnet und war auch Moderator der Preisgala der Internationalen Filmfestspiele von Venedig.
Von 2017 bis 2020 spielte Borghi in insgesamt 24 Folgen der Fernsehserie Suburra: Blood on Rome in der Hauptrolle Aureliano Adami. Eine weitere Hauptrolle im Kino folgte 2018 mit Alessio Cremoninis Auf meiner Haut. Basierend auf dem realen italienischen Justiz-Skandal um Stefano Cucchi (1978–2009) zeichnet der Film die letzten Lebenstage eines jungen Mannes nach, der nach einem kleineren Drogendelikt und massiver Polizeigewalt in Haft ums Leben kam. Für seine Darstellung wurde Borghi erstmals mit dem italienischen Filmpreis David di Donatello ausgezeichnet.
In dem Film Acht Berge von Felix Van Groeningen, der im Mai 2022 im Wettbewerb der Filmfestspiele von Cannes gezeigt wurde, spielte Borghi in einer der beiden Hauptrolle den Kuhhirten Bruno. Sein Filmpartner Luca Marinelli aus Tu Nichts Böses übernahm die zweite Hauptrolle des Pietro.
In der Netflix-Miniserie Supersex (2024) übernahm Borghi die Hauptrolle des italienischen Pornodarstellers Rocco Siffredi.

## Filmografie
- 2010: Augustinus
- 2012–2013: L’isola (Fernsehserie, 8 Folgen)
- 2013: Che Dio ci aiuti (Fernsehserie, 8 Folgen)
- 2015: Suburra
- 2015: Tu nichts Böses (Non essere cattivo)
- 2017: Dalida
- 2017: Das Geheimnis von Neapel (Napoli velata)
- 2017–2020: Suburra: Blood on Rome (Suburra: la serie, Fernsehserie, 24 Folgen)
- 2018: Auf meiner Haut (Sulla mia pelle)
- 2019: The First King – Romulus & Remus (Il primo re)
- 2020–2022: Devils (Diavoli, Fernsehserie, 10 Folgen)
- 2022: Acht Berge (Le otto montagne)
- 2022: The Hanging Sun
- 2024: Supersex (Fernsehserie, 7 Folgen)
- 2024: Campo di battaglia
- 2025: Testa o croce?

## Auszeichnungen
David di Donatello
- 2016: Nominierung als Bester Schauspieler (Tu nichts Böses)
- 2016: Nominierung als Bester Nebendarsteller (Suburra)
- 2018: Nominierung als Bester Nebendarsteller (Fortunata)
- 2018: Nominierung als Bester Schauspieler (Das Geheimnis von Neapel)
- 2019: Auszeichnung als Bester Schauspieler (Auf meiner Haut)
- 2020: Nominierung als Bester Schauspieler (The First King – Romulus & Remus)[3]

Internationale Filmfestspiele Berlin
- 2017: Auszeichnung als einer der European Shooting Stars[4]

Internationale Filmfestspiele von Venedig
- 2015: Auszeichnung als Bester italienischer Schauspieler in einem Debütfilm (Tu nichts Böses)
- 2018: Auszeichnung mit dem Special Pasinetti Award (Auf meiner Haut)